# Ахмад Кутти
Шейх Ахмад Кутти (род. 1946 год, штат Керала, Индия) — выдающийся североамериканский исламский ученый. В настоящее время занимает должность старшего научного сотрудника в Исламском институте Торонто и читает лекции в колледже Эмануэль Университета Торонто. Он является отцом Файсала Кутти.

## Образование и предпосылки становления личности
Шейх Кутти закончил Исламский колледж Сантапурам, лучшее исламское учебное заведение в южной Индии и получил звание аль-Факих фи аль-Дин (первая ступень).
Он работал редактором в «Джамаат Керала» организации «Прободханам». Работая здесь, в начале 1970-х гг., он также перевел на язык малаялам книгу Саида Кутба «Социальная справедливость в исламе» (Аль-адалатул иджтимаиййах фи аль-ислам).
Затем шейх Кутти учился в Исламском университете Медины в Саудовской Аравии и получил звание в дисциплине усуль ад-Дин (первая ступень).
В 1973 г. шейх Кутти приехал в Канаду для обучения в магистратуре Университета Торонто по специальности исламовед. Далее он получил грант на свое обучение в докторантуре и проведение исследования шариата, сосредоточившись на работе Шаха Валиуллаха. С 1975 по 1980 гг. он работал над докторской диссертацией в Институте исламоведения Университета Макгил под руководством профессора Шарля Адамса и профессора А. Унер Тургея. Этот институт, основанный в 1952 Вилфредом Кантвелом Смитом, является первоклассным институтом исламоведения в Северной Америке.
Во время визита в Индию в 1976 г. администрацией премьер-министра Индиры Ганди был выдан ордер на арест шейха Кутти в рамках чрезвычайного положения за его деятельность в «Джамаат-и-Ислами» и «Прободханам». В Индии чрезвычайное положение, объявленное по всей стране, длилось 21 месяц, в 1975-1977 гг., во время премьерства Индиры Ганди. Официально президент Фахруддин Али Ахмед в соответствии со статьей 352 (1) Конституции для случая «внутреннего беспорядка», ввел чрезвычайное положение 25 июля 1975 г. и отменил 21 мая 1977 г.
Его сын Файсал Кутти рассказывал свои ранние детские воспоминания, когда они переезжали из дома в дом до тех пор, пока семья получила возможность покинуть Индию.

В 2003 году шейх Кутти был в газетных заголовках по всему миру, когда его и имама Абдула Хамида сняли с рейса 11 сентября, арестовали и держали в тюрьме Форт Лаудердале. Они летели в Флориду для участия в исламской конференции. Он — широко известный ученый, проповедник и спикер по проблемам ислама и мусульман. Интересно, что среди тем, которые планировались обсуждаться на конференции, была опасность исламского фанатизма. По возвращении в Канаду шейх Кутти сказал: 
«Если работники американской иммиграционной службы могут преследовать меня и Хамида, которые являются широко известными своими проповедями, то что происходит с простыми мусульманами?»

## Карьера
Шейх Кутти был имамом в разных мечетях и исламских центрах в Монреале во время учебы в университете Макгил. Далее он занимал следующие должности:
1973—1975: заместитель директора Исламского центра Торонто
1979—1982: Директор / имам Исламского центра Торонто
1984—1994: Директор / имам Исламского организации Торонто
Преподаватель / имам в Исламском институте Торонто и приглашен имам / хатыб в следующих центрах / мечетях в Торонто: Исламский центр Канады, мечеть Торонто, Боснийский исламский центр и мечеть Ансар.
Шейх Кутти работал в Совете фикха в Северной Америке, известного органа исламского права на континенте. Он работал имамом и научным сотрудником в различных институтах в Монреале и Торонто, в частности мечети Джами в Торонто и Исламскойя организации в Торонто. Сейчас он научный сотрудник в Исламском институте в Торонто.
Он талантливый писатель и написал большое количество статей, книг и журнальных заметок. Он работал штатным исследователем, который отвечал на вопросы по исламскому праву на IslamOnline и OnIslam.net, а сейчас работает на AboutIslam .net и AsktheScholar.com. Также кроме лекций, семинаров и межрелигиозных диалогов в Северной Америке, шейха Кутти приглашают в качестве докладчика в различные страны мира. Он также работает советником по шариату в Консультативной группе по халялу, Агентства по сертификации халяль в Торонто. Его фетвы были переведены на многие языки, в частности французский, бенгальский, малаялам.

Сначала сильно поддерживая Джамаат-и-ислами Хинд (Jamaat-e-Islami Hind) и Абу-ль-Аля Маудуди и салафитскиое движение, он был разочарован в них и сейчас находится в поисках истинного понимания ислама. Он предлагает гибкий подход к исламу в современную эпоху. Его речь о кризисе мусульманского мира на ежегодной конференции в Керала Студенческой исламской организации Индии в 2012 г. ярко иллюстрирует его взгляды и подход. Шейх Кутти был одним из 120 имамов Канады, которые подписали заявление, осуждающее терроризм. В заявлении, координированной Канадской советом американо-исламских отношений, читаем: 
«Любой, кто заявляет, что он мусульманин, и каким-либо образом причастен к лишению невинных жизни изменяет истинный смысл и букву ислама».

## Награды
Шейх Ахмад Кутти был избран одним из 500 самых влиятельных мусульман мира в 2009 году.

## Ссылка
- AskTheScholar.com — Персональный сайт шейха Ахмада Кутти.